# Fälpfjälltjärnarna
Fälpfjälltjärnarna är varandra näraliggande sjöar i Krokoms kommun i Jämtland och ingår i Ångermanälvens huvudavrinningsområde. Fälpfjälltjärnarna ligger i Gråberget-Hotagsfjällen Natura 2000-område och skyddas av fågeldirektivet.
- Fälpfjälltjärnarna (Hotagens socken, Jämtland, 711874-144800), sjö i Krokoms kommun, 64°10′22″N 14°44′16″Ö / 64.1728°N 14.7377°Ö (9,28 ha)
- Fälpfjälltjärnarna (Hotagens socken, Jämtland, 712011-144810), sjö i Krokoms kommun, 64°10′52″N 14°44′24″Ö / 64.1812°N 14.74°Ö (12,8 ha)